# Crazy Diamond
Crazy Diamond je čtvrté výběrové album britského kytaristy a zpěváka Syda Barretta, zakládajícího člena kapely Pink Floyd. Album bylo vydáno na jaře 1993 (viz 1993 v hudbě).
Album Crazy Diamond je boxset, který obsahuje téměř všechnu vydanou sólovou tvorbu Syda Barretta. Skládá se ze tří samostatných CD, The Madcap Laughs, Barrett a Opel, která byla vydána již předtím samostatně. Všechny tyto tři desky jsou v Crazy Diamond doplněny o bonusové skladby (jedná se o různá dema, nepovedené či prvotní verze později dokončených písní). CD jsou zabalena do krabičky společně s 24stránkovým bookletem.
Zároveň s Crazy Diamond vydalo EMI všechna tři Barrettova alba jako samostatná CD včetně bonusových skladeb.

## Seznam disků
- The Madcap Laughs (1970) s bonusovými skladbami:

| Pořadí | Název                                    | Délka |
| ------ | ---------------------------------------- | ----- |
| 14.    | Octopus (Takes 1 & 2)                    | 3:09  |
| 15.    | It's No Good Trying (Take 5)             | 6:22  |
| 16.    | Love You (Take 1)                        | 2:28  |
| 17.    | Love You (Take 3)                        | 2:11  |
| 18.    | She Took a Long Cold Look at Me (Take 4) | 2:44  |
| 19.    | Golden Hair (Take 5)                     | 2:28  |

- Barrett (1970) s bonusovými skladbami:

| Pořadí | Název                             | Délka |
| ------ | --------------------------------- | ----- |
| 13.    | Baby Lemonade (Take 1)            | 3:46  |
| 14.    | Waving My Arm in the Air (Take 1) | 2:13  |
| 15.    | I Never Lied to You (Take 1)      | 1:48  |
| 16.    | Love Song (Take 1)                | 2:32  |
| 17.    | Dominoes (Take 1)                 | 0:40  |
| 18.    | Dominoes (Take 2)                 | 2:36  |
| 19.    | It Is Obvious (Take 2)            | 3:51  |

- Opel (1988) s bonusovými skladbami:

| Pořadí | Název                          | Délka |
| ------ | ------------------------------ | ----- |
| 15.    | Gigolo Aunt (Take 9)           | 4:02  |
| 16.    | It Is Obvious (Take 3)         | 3:44  |
| 17.    | It Is Obvious (Take 5)         | 3:06  |
| 18.    | Clowns and Jugglers (Take 1)   | 3:33  |
| 19.    | Late Night (Take 2)            | 3:19  |
| 20.    | Effervescing Elephant (Take 2) | 1:28  |